# ドリュー・グッデン
ドリュー・グッデン（Drew Gooden）こと、アンドリュー・メルヴィン・グッデン3世 （Andrew Melvin Gooden Ⅲ,1981年9月24日 - ）はアメリカ合衆国カリフォルニア州オークランド出身のバスケットボール選手。NBAのクリーブランド・キャバリアーズなどに所属していた。ポジションはパワーフォワード。身長208cm、体重113kg。

## 経歴

### 学生時代
エルセリート高校時代、チームの中心選手として活躍。1999年、California Interscholastic Federation Boys Division IIIの決勝試合に進出するも、デショーン・スティーブンソン率いるワシントン・ユニオン高校に敗北を喫した。大学はカンザス大学に進学。NCAAトーナメントで活躍するなど、ドラフトの注目選手になった。大学3年生終了後、NBAドラフトにアーリーエントリーを宣言した。

### NBA
2002年のNBAドラフトでメンフィス・グリズリーズから1巡目4位で指名を受けて入団した。ルーキーイヤーの2002-03シーズン、主にベンチからの出場だったものの、時に先発出場で起用されるなど、新人フォワードにしては上々の成績を残していた。ところがシーズン途中、トレードでオーランド・マジックへ移籍した。11月の最優秀月間新人選手賞を受賞し、さらにはオールールーキー・ファーストチームにも選出されている。
2003-04シーズン、マジックはデンバー・ナゲッツからジュワン・ハワードを獲得。グッデンとポジションが被っていたため、前年度好成績を残していたものの、シーズンの大半をベンチからの出場となってしまった。チームは連敗を重ねるなどして低迷。21勝61敗という不名誉な記録を打ちたて、チーム再建を迫られることになった。2004年7月、トニー・バティと2巡目指名権とのトレードによって、アンダーソン・ヴァレジャオ、スティーブン・ハンターらと共にクリーブランド・キャバリアーズに移籍した。
2004-05シーズンは先発出場に定着。既にチームのエースであったレブロン・ジェームズを支える形で活躍。プレイオフには届かなかったが、チームトップの平均9.2リバウンドを記録した。平均得点も前年を上回り、さらにはフリースロー成功率は.810の好成績を残した。2004年11月10日のフェニックス・サンズとの対戦でキャリアハイとなる21リバウンドを記録。2005年1月30日のミルウォーキー・バックスとの対戦でキャリアハイとなる33得点を記録した。
2005-06シーズンも前年同様に先発出場を続けた。チームはレベルアップして勝率も上昇し、6年ぶりのプレイオフ出場を果たした。グッデン自身は2003年のマジック時代以来、3年ぶりの出場となった。チームはカンファレンスセミファイナルでデトロイト・ピストンズに惜敗を喫した。
2006-2007シーズンのプレイオフではカンファレンスファイナルでピストンズとの激闘を制し、グッデン自身、そしてキャバリアーズのフランチャイズ史上初となるNBAファイナルに進出。レブロンを始めとする他のチームメイトが実力を葉発揮できず苦戦する中、グッデンはファイナルでも全4戦で二桁得点を、3戦と4戦ではリバウンドも2桁を記録するなど、安定した得点とリバウンド数を稼ぎ出したが、チームは経験豊富なサンアントニオ・スパーズに4戦全敗で敗れた。
トレードデッドラインの2008年2月21日、3チーム11人が絡む大型トレードにてクリーブランド・キャバリアーズからシカゴ・ブルズへラリー・ヒューズらと移籍した。2009年2月にまたもやトレードでアンドレス・ノシオニらと共にサクラメント・キングスへ移籍した。キングスでは1試合プレイした後にバイアウトで解雇され、その後サンアントニオ・スパーズと契約し、残りシーズンを過ごした。
2008-09シーズン後、ダラス・マーベリックスへ移籍するも、2010年2月13日､ジョシュ・ハワードらとともに､カロン・バトラー､ブレンダン・ヘイウッドと交換トレードで､1度は､ワシントン・ウィザーズへ移籍。しかし､わずか4日後の2月17日に､クリーブランド・キャバリアーズ､ロサンゼルス・クリッパーズが絡む､三角トレードで､グッデンは､ロサンゼルス・クリッパーズへ移籍した。
2009-10シーズン終了後､FAとなり､ミルウォーキー・バックスへ移籍。 2011年4月9日、2012年3月14日に古巣のキャブスとの対戦でそれぞれキャリアハイとなる13アシストを記録した。2013年7月16日、バックスにアムネスティ条項を行使され、放出された。
2014年2月26日、ワシントン・ウィザーズと契約。2015-16シーズン終了後解雇された。

## プレイスタイル
大きな怪我なくシーズンをすごし、ルーキーイヤー以来、毎年のように安定した成績を残しており、30分に満たない出場ながら10得点10リバウンドを計算できる選手。ローポスト（ゴール付近）には特に強く、リバウンドを量産する。また近年はオフェンス・リバウンドの個数が増え、ジャンプシュートの精度も向上させており、フィールドゴール成功率も高確率（2005-06シーズンは.512）になるなど、オフェンシブな一面も覗かせている。状況に応じてセンターを守ることもある。

反面、突出したスキル、成績を残さないため、チームに絶対的に必要なポジションに就きにくくどのチームにでも一定の評価を受ける事によりトレード要員になり易い。その為トラブルメーカーでもないのに移籍を繰り返している。

## その他
- 大学時代のニックネームは「The Big Drizzle」
- 特技はピアノ。
- 父親はフィン人で、フィンランドの元プロバスケットボール選手である。
- 2009-2010シーズンまで史上唯一の90番着用選手だった。
- ウィザーズ加入後は、ユニフォームの後ろに "GOODEN  Ⅲ" と刺繍している。これは自身のファーストネームの "アンドリュー3世" を表す意味で、"アンドリュー" の名前は祖父の代から受け継がれているという。因みに本名は「アンドリュー・メルヴィン・グッデン3世」である。

## 個人成績

### NBAレギュラーシーズン
| シーズン | チーム | GP  | GS  | MPG  | FG%  | 3P%  | FT%   | RPG  | APG | SPG | BPG | TO   | PPG  |
| -------- | ------ | --- | --- | ---- | ---- | ---- | ----- | ---- | --- | --- | --- | ---- | ---- |
| 2002–03  | MEM    | 51  | 29  | 26.1 | .443 | .304 | .697  | 5.8  | 1.2 | .8  | .4  | 2.06 | 12.1 |
| 2002–03  | ORL    | 19  | 18  | 28.6 | .498 | .000 | .738  | 8.4  | 1.1 | .8  | .7  | 2.37 | 13.6 |
| 2003–04  | ORL    | 79  | 17  | 27.0 | .445 | .214 | .637  | 6.5  | 1.1 | .8  | .9  | 1.59 | 11.6 |
| 2004–05  | CLE    | 82  | 80  | 30.8 | .492 | .179 | .810  | 9.2  | 1.6 | .9  | .9  | 1.62 | 14.4 |
| 2005–06  | CLE    | 79  | 79  | 27.5 | .512 | .333 | .682  | 8.4  | .7  | .7  | .6  | 1.34 | 10.7 |
| 2006–07  | CLE    | 80  | 80  | 28.0 | .473 | .167 | .714  | 8.5  | 1.1 | .9  | .3  | 1.44 | 11.1 |
| 2007–08  | CLE    | 51  | 51  | 30.7 | .444 | .000 | .728  | 8.3  | 1.0 | .7  | .6  | 1.78 | 11.3 |
| 2007–08  | CHI    | 18  | 14  | 31.0 | .461 | .000 | .813  | 9.3  | 1.7 | .7  | 1.3 | 1.72 | 14.0 |
| 2008–09  | CHI    | 31  | 27  | 29.6 | .457 | .000 | .866  | 8.6  | 1.4 | .8  | .4  | 1.84 | 13.1 |
| 2008–09  | SAC    | 1   | 0   | 26.0 | .556 | .000 | 1.000 | 13.0 | 2.0 | .0  | .0  | 3.0  | 9.8  |
| 2008–09  | SAS    | 19  | 1   | 16.8 | .468 | .000 | .840  | 7.1  | 0.9 | .6  | .3  | 2.80 | 11.9 |
| Career   |        | 510 | 396 | 28.1 | .471 | .219 | .732  | 7.9  | 1.1 | .8  | .6  | 1.62 | 12.0 |

### NBAプレイオフ
| シーズン | チーム | GP | GS | MPG  | FG%  | 3P%  | FT%   | RPG  | APG | SPG | BPG | TO   | PPG  |
| -------- | ------ | -- | -- | ---- | ---- | ---- | ----- | ---- | --- | --- | --- | ---- | ---- |
| 2002–03  | ORL    | 7  | 7  | 33.4 | .400 | .000 | .722  | 12.7 | .6  | .4  | .9  | 1.71 | 14.0 |
| 2005–06  | CLE    | 13 | 13 | 21.7 | .529 | .000 | .944  | 7.5  | .6  | .2  | .2  | 1.38 | 8.2  |
| 2006–07  | CLE    | 20 | 20 | 30.3 | .493 | .000 | .769  | 8.0  | 1.0 | .5  | .4  | 1.35 | 11.4 |
| 2008–09  | SAS    | 4  | 0  | 17.8 | .333 | .000 | 1.000 | 3.8  | .3  | .2  | .2  | 0.75 | 7.3  |
| Career   |        | 44 | 40 | 27.1 | .467 | .000 | .800  | 8.2  | .8  | .4  | .4  | 1.36 | 10.5 |